# زندان قزل‌قلعه
قزل‌قلعه زندانی در تهران بود که در پایان دو دهه استفاده، در پایان سال ۱۳۵۲ خالی از زندانی و در سال ۱۳۶۰ تخریب شد. اکنون پارک قزل‌قلعه و محله قزل‌قلعه در منطقه ۶ تهران در این محل واقع شده است.
امروز در این مکان میدان میوه و تره‌بار و فروشگاه شهروند مشغول فعالیت بوده و در تقاطع بزرگراه جلال آل‌احمد با بزرگراه کردستان در محله یوسف‌آباد واقع گردیده است.

## تاریخچه
این قلعه در زمان سلطنت قاجاریه برای انبار مهمات ساخته شده بود و تا زمان رضا شاه نیز انبار مهمات بود. در زمان محمدرضا شاه ابتدا به عنوان انبار از آن استفاده شد و بعد از کودتای ۲۸ مرداد توسط تیمور بختیار برای زندانی کردن زندانیان سیاسی مورد استفاده قرار گرفت.
این زندان به مدت ده سال (۱۳۵۲–۱۳۴۲) توسط استوار ساقی اداره می‌شد و زندانیان با اصطلاح دژ استوار ساقی از آن یاد می‌کردند. طبق اظهار نظر جواد منصوری، به خاطر ملایمت و بیطرفی استوار ساقی، گاهی به طنز زندان قزل قلعه را «هتل ساقی» (در قیاس با جهنم اوین به ریاست «استوار حسینی») می‌گفتند. در سال ۱۳۵۲ این زندان منحل و متروکه شد و کادر نظامی و اداری آن به زندان اوین منتقل شدند.
در سال ۱۳۶۰ زندان به علت فرسودگی تخریب شده و تبدیل به میدان میوه و تره‌بار قزل‌قلعه شد که همچنان مشغول کار است و فروشگاه شهروند قزل‌قلعه نیز در محوطه آن ساخته شده است.